# Ted Ray

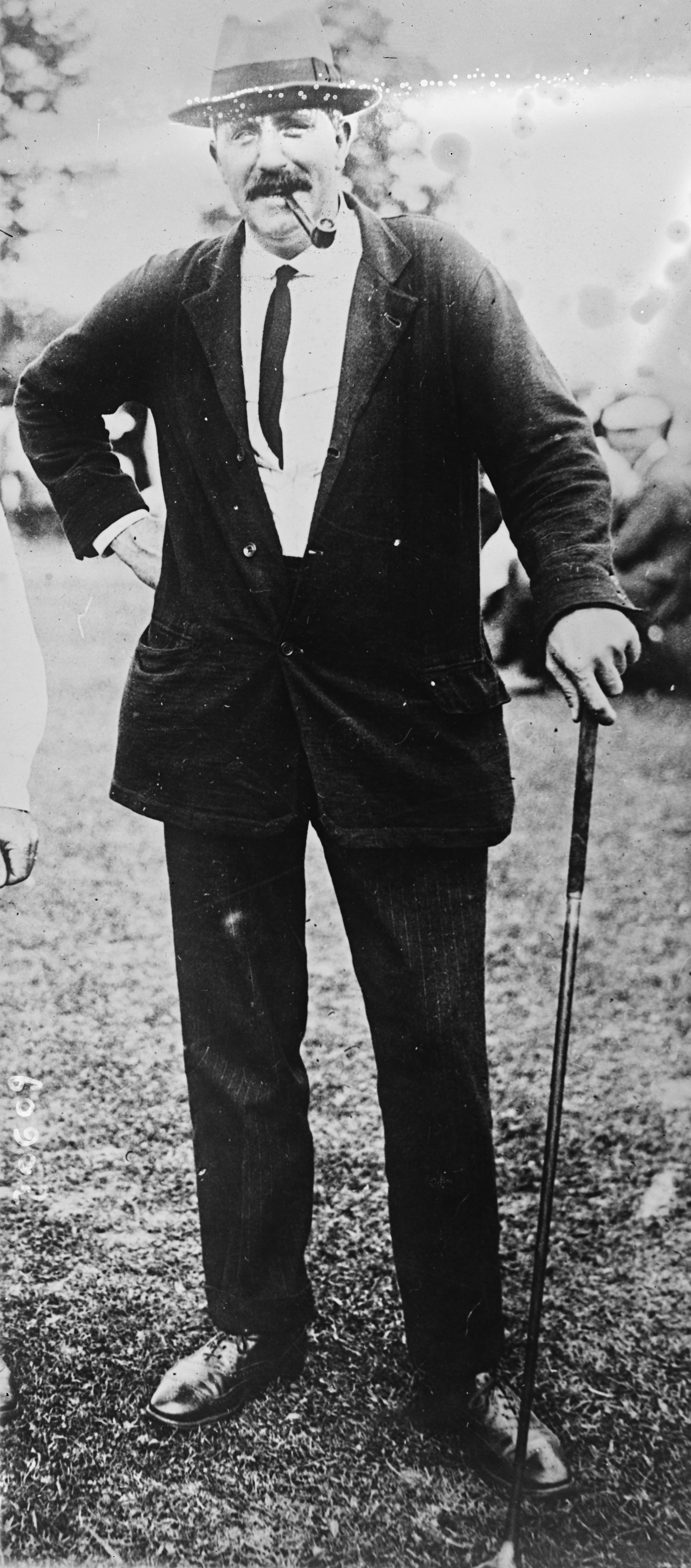
Ted Ray (1920)

Edward R.G. Ray (Jersey, 28 maart 1877 - Londen, 26 augustus 1943) was een golfprofessional uit Jersey.
Ted Ray, Harry Vardon en Tony Jacklin zijn drie beroemde Britse spelers die zowel het Brits als het US Open hebben gewonnen.

## Golfprofessional
Ray gaf eerst les op de Churston Golf Club in Churston, Devon. Van de club kreeg hij in 1900, 1901 en 1902 een week vrij en £5 zakgeld om het Open te spelen. In 1912 ging hij naar de Oxhey Golf Club bij Watford in Hertfordshire, waar hij tot 1941 werkte. Hij ging met vervroegd pensioen, omdat hij ziek was.

## Speler
Opvallend was dat hij altijd met een pijp in zijn mond speelde. Hij sloeg grote afstanden van de tee, maar lag daardoor soms in vreemde posities. Zijn herstelslagen schijnen fantastisch te zijn geweest.

Hij kwam in 1903 in de schijnwerpers toen hij de finale van het NK Matchlay bereikte en van James Braid verloor. Ook in 1911 en 1912 kwam hij tot de finale.

Het Brits Open: Ray werd 5de in 1907, 3de in 1908, 6de in 1909, 5de in 1911, winnaar in 1912, 2de in 1913, 3de in 1920 en 2de in 1925.
Het US Open: Ray speelde dit toernooi in 1913 bij toeval, omdat hij met Harry Vardon een promotiereis in de Verenigde Staten maakte. Het toernooi werd uitgesteld, zodat zij mee konden doen. Het toernooi eindigde in een 18-holes play-off met Ray, Vardon en amateur Francis Ouimet. De laatste won, als eerste amateur ooit.

In 1920 won Ray het US Open als oudste winnaar ooit en als laatste Europeaan, totdat Gary Player het in 1965 won.

### Gewonnen
- 1912: Brits Open op Muirfield
- 1920: US Open op Inverness, in Toledo, Ohio

### Teams
In 1921 en 1926 speelde hij met een Brits team tegen een Amerikaans team, dit was de (naamloze) voorloper van de Ryder Cup.
- Ryder Cup: 1927 als spelend captain, op de oostbaan van The Wentworth Club in Surrey.

## Film
Over de finale die Ray in 1913 speelde en waar Francis Ouimet als amateur won, maakte Disney een film: "The Greatest Game Ever Played".